# Michele Beretta
Michele Beretta (ur. 22 października 1994 roku) – włoski kierowca wyścigowy.

## Życiorys

### Formuła Abarth
Beretta rozpoczął karierę w wyścigach samochodowych w 2012 roku od startów w Formule Abarth. W pierwszym sezonie startów ani w serii europejskiej, ani w serii włoskiej nie stawał na podium. Punkty zdobywał jedynie we włoskiej edycji. Uzbierane 31 punktów dało mu tam jedenaste miejsce w klasyfikacji generalnej. Rok później, po połączeniu obu edycji, Włoch do końca liczył się w walce o tytuł. Dziewięciokrotnie stawał na podium, a raz na jego najwyższym stopniu. Dorobek 168 punktów dał mu drugie miejsce w końcowej klasyfikacji kierowców.

### Formuła 3
Na sezon 2014 Beretta podpisał kontrakt z włoską ekipą EuroInternational na starty w Europejskiej Formule 3. Wystartował łącznie w 33 wyścigach, w ciągu których nie zdobywał punktów. W końcowej klasyfikacji kierowców uplasował się na 28 pozycji.
W roku 2015 przeniósł się do niemieckiej ekipy Mücke Motorsport. Jedyne punkty zdobył w ostatnim wyścigu sezonu, na Hockenheimringu, gdzie dojechał na dziewiątej pozycji. Dwa punkty sklasyfikowały go na 22. miejscu. 

### Seria GP3
W 2016 Beretta zastąpił w ostatnich trzech rundach sezonu GP3 Francuza Amaury Bonduela w zespole Trident Racing. Najwyższa pozycję uzyskał w niedzielnych zmaganiach na rosyjskim torze w Soczi, gdzie dojechał na trzynastej lokacie.

## Wyniki

### GP3
| Legenda oznaczeń w tabelach wyników Wyświetl szablon na nowej stronie | Legenda oznaczeń w tabelach wyników Wyświetl szablon na nowej stronie                                                                     |
| Oznaczenie                                                            | Wyjaśnienie |
| --------------------------------------------------------------------- | --- |
| Złoty                                                                 | Zwycięzca lub mistrzostwo |
| Srebrny                                                               | 2. miejsce lub wicemistrzostwo |
| Brązowy                                                               | 3. miejsce lub II wicemistrzostwo |
| Zielony                                                               | Ukończył, punktował (w klasyfikacji generalnej, gdy zdobył co najmniej jeden punkt na przestrzeni sezonu, poza trzema powyższymi opcjami) |
| Niebieski                                                             | Ukończył, nie punktował (w klasyfikacji generalnej, gdy nie zdobył co najmniej jednego punktu na przestrzeni sezonu)                      |
| Czerwony                                                              | Nie zakwalifikował się (NZ) |
| Czerwony                                                              | Nie prekwalifikował się (NPK) |
| Różowy                                                                | Nie ukończył (NU) |
| Różowy                                                                | Niesklasyfikowany (NS) (w klasyfikacji generalnej, gdy nie został sklasyfikowany w żadnym wyścigu sezonu)                                 |
| Czarny                                                                | Zdyskwalifikowany (DK) |
| Czarny                                                                | Wykluczony (WYK/EX) |
| Biały                                                                 | Nie wystartował (NW) |
| Biały                                                                 | Kontuzjowany (K/INJ) |
| Biały                                                                 | Wyścig odwołany (OD/C) |
| Bez koloru                                                            | Został wycofany (WYC/WD) |
| Bez koloru                                                            | Nie przybył (NP/DNA) |
| Bez koloru                                                            | Nie brał udziału w treningach (NT/DNP) |
| Bez koloru                                                            | Nie został zgłoszony (–) |
| Pogrubienie                                                           | Start z pole position |
| Kursywa                                                               | Najszybsze okrążenie wyścigu |
| †                                                                     | Nie ukończył, ale jego rezultat został zaliczony ze względu na przejechanie więcej niż 90% dystansu wyścigu.                              |
| *                                                                     | Sezon w trakcie |
| 1/2/3                                                                 | Punktowana pozycja w sprincie kwalifikacyjnym                                                                                             |
| Lista systemów punktacji Formuły 1                                    | |

| Rok  | Zespół  | Wyniki w poszczególnych eliminacjach | Wyniki w poszczególnych eliminacjach | Wyniki w poszczególnych eliminacjach | Wyniki w poszczególnych eliminacjach | Wyniki w poszczególnych eliminacjach | Wyniki w poszczególnych eliminacjach | Wyniki w poszczególnych eliminacjach | Wyniki w poszczególnych eliminacjach | Wyniki w poszczególnych eliminacjach | Wyniki w poszczególnych eliminacjach | Wyniki w poszczególnych eliminacjach | Wyniki w poszczególnych eliminacjach | Wyniki w poszczególnych eliminacjach | Wyniki w poszczególnych eliminacjach | Wyniki w poszczególnych eliminacjach | Wyniki w poszczególnych eliminacjach | Wyniki w poszczególnych eliminacjach | Wyniki w poszczególnych eliminacjach | Punkty | Pozycja |
| ---- | ------- | ------------------------------------ | ------------------------------------ | ------------------------------------ | ------------------------------------ | ------------------------------------ | ------------------------------------ | ------------------------------------ | ------------------------------------ | ------------------------------------ | ------------------------------------ | ------------------------------------ | ------------------------------------ | ------------------------------------ | ------------------------------------ | ------------------------------------ | ------------------------------------ | ------------------------------------ | ------------------------------------ | ------ | ------- |
| 2015 | Trident | ESP                                  | ESP                                  | AUT                                  | AUT                                  | GBR                                  | GBR                                  | HUN                                  | HUN                                  | BEL                                  | BEL                                  | ITA                                  | ITA                                  | RUS                                  | RUS                                  | BHR                                  | BHR                                  | ARE                                  | ARE                                  | 0      | 27      |
| 2015 | Trident | -                                    | -                                    | -                                    | -                                    | -                                    | -                                    | -                                    | -                                    | -                                    | -                                    | -                                    | -                                    | 18                                   | 13                                   | 20                                   | 15                                   | 20                                   | 18                                   | 0      | 27      |

### Podsumowanie
| Sezon | Seria                                    | Zespół                      | Wyścigi | Zwycięstwa | PP | NO | Podium | Punkty | Pozycja |
| ----- | ---------------------------------------- | --------------------------- | ------- | ---------- | -- | -- | ------ | ------ | ------- |
| 2012  | Europejska Formuła Abarth                | Cram Competition            | 16      | 0          | 0  | 0  | 0      | 0      | NS      |
| 2012  | Włoska Formuła Abarth                    | Cram Competition            |         |            |    |    |        | 31     | 11      |
| 2013  | Włoska Formuła Abarth                    | Euronova by Fortec          | 18      | 1          | 1  | 1  | 9      | 168    | 2       |
| 2014  | Europejska Formuła 3                     | EuroInternational           | 33      | 0          | 0  | 0  | 0      | 0      | 28      |
| 2014  | Euroformula Open Championship            | RP Motorsport               | 1       | 0          | 0  | 0  | 0      | 0      | NS      |
| 2015  | Europejska Formuła 3                     | KFZTeile24 Mücke Motorsport | 32      | 0          | 0  | 0  | 0      | 4      | 22      |
| 2015  | 6 Hours of Rome - Overall                | Oregon Team                 | 1       | 0          | 0  | 1  | 0      | 0      | 4       |
| 2016  | Blancpain GT Series Sprint Cup - Overall | GRT Grasser Racing Team     | 10      | 0          | 0  | 0  | 0      | 7      | 22      |
| 2016  | British GT Championship – GT3            | GRT Grasser Racing Team     | 1       | 0          | 0  | 0  | 0      | 0      | 21      |
| 2016  | Blancpain Endurance Series – GT3 Overall | GRT Grasser Racing Team     | 5       | 0          | 1  | 0  | 0      | 15     | 27      |
| 2016  | Blancpain GT Series – Sprint Cup Silver  | GRT Grasser Racing Team     |         |            |    |    |        | 125    | 1       |
| 2016  | ADAC GT Masters                          | GRT Grasser Racing Team     | 2       | 0          | 0  | 0  | 0      | 0      | NS      |